# Гребенюки
Гребенюки — село Долинської сільської громади у Подільського району Одеської області. Населення становить 51 осіб.
З 1960-х рр. до 1992 р. село Гребенюки було об'єднане та/або включене в смугу Олександрівка.

## Населення
За переписом населення України 2001 року в селі мешкала 51 особа.

### Мова
Розподіл населення за рідною мовою за даними перепису 2001 року:
| Мова       | Відсоток |
| ---------- | -------- |
| українська | 94,12 %  |
| російська  | 5,88 %   |